# Прапрече (община Жужемберк)
Вижте пояснителната страница за други значения на Прапрече.
Прапрече (на словенски: Prapreče) е село в Словения, регион Югоизточна Словения, община Жужемберк. Според Националната статистическа служба на Република Словения през 2015 г. селото има 64 жители.